# Charter van Venetië
Het Charter van Venetië is een stelsel van richtlijnen, opgesteld in 1964 hoe om te gaan met het behoud van erfgoed. Het charter is tegenwoordig omstreden. 
In het charter wordt de filosofie verwoord die bepaalt hoe er dient te worden omgegaan met de restauratie en conservatie van architectonisch materieel erfgoed, zoals waardevolle gebouwen en monumenten, maar ook beschermde dorps- en stadsgezichten.
De International Council on Monuments and Sites (ICOMOS) werd in 1965 opgericht naar aanleiding van het charter.

## Vooraf
De bescherming en restauratie van het erfgoed kenden in de 19de eeuw een  belangrijk  evolutie  die  zich  geleidelijk  losmaakte  van  de  praktijk van  de  nieuwbouw  en  de  ‘eenvoudige’  architecturale  verbouwing. De   theorie   van   het   erfgoed werd  in de 19de eeuw voornamelijk  vorm  gegeven  door  persoonlijkheden  als  Eugène Viollet-le-Duc, John Ruskin, Camillo Boito, Camillo Sitte, Luca Beltrami, Aloïs Riegl en Gustavo Giovannoni. Elk formuleerde een theoretische visie over omgaan met een monument en over de  specifieke  interventies  die  het  kan  ondergaan. Deze visie was sterk  verankerd in de nationale cultuur.  
De Franse architect, restaurateur en theoreticus Eugène Viollet-le-Duc en de Engelse kunstcriticus John Ruskin symboliseren twee fundamenteel tegengestelde benaderingen – respectievelijk een ‘interventionistische’ en een ‘conservatieve’ – van de reflectie over het erfgoed. Door de reflectie die erop gericht is een gebouw zijn eenheid van stijl terug te geven, raakt de architect aan de hele  problematiek  van  historische  toevoegingen  aan  een  monument. Deze is het onderwerp van menig debat dat ook centraal stond in het Charter van Venetië. De Italiaanse ingenieurarchitect en kunsthistoricus Camillo Boito probeerde met succes de tegenstelling tussen Eugène  Viollet-le-Duc en John Ruskin te overstijgen. Hij verzette zich niet tegen elke restauratie zoals John Ruskin, maar hij vroeg dat elke restauratie gemakkelijk identificeerbaar zou zijn. Door te  pleiten  voor  een  groter  bewustzijn  van  de  authenticiteit  van  het erfgoed, legde Camillo Boito de kritische fundamenten voor restauratie als  moderne  discipline.  Zijn  ideeën  lagen  aan  de  basis  van  de  grote theorieën die in de 20ste eeuw werden ontwikkeld. In  het  begin van de 20ste eeuw boog de Italiaan Gustavo Giovannoni zich over de vraag van de integratie van de oude stad in de moderne wereld. Gustavo Giovannoni was belangrijk als theoreticus van het patrimonium omdat hij het als eerste expliciet had over het stedelijk erfgoed.    
Elk  van  deze  theorieën  weerspiegelt  de  manier  waarop  iedere natie haar verleden ervaart, op basis van de specifieke kenmerken van zijn  monumentaal  erfgoed  (romaans,  gotisch...). Pas  in  het  derde  decennium  van  de  20ste  eeuw  kwam  het  tot een  eerste  supranationaal  standpunt.  Dit kwam er op initiatief van het Office international des Musées. Hiervoor werd in 1931 in Athene  een ambitieuze conferentie georganiseerd, wat leidde tot de goedkeuring van het Charter van Athene voor de ‘Restauratie van Historische  Monumenten’. Dit document beveelt een multidisciplinaire aanpak aan en pleit voor een transnationale samenwerking op het vlak van erfgoed.  
Deze  evolutie  naar  een  autonome  discipline  kende  haar  voltooiing  in de  tweede  helft  van  de  20ste  eeuw  onder  meer  tijdens  het Congrès international  des  Architectes  et  Techniciens  des  Monuments  historiques in 1964 waar het Charter van Venetië werd opgemaakt. 

## Belang
Het charter van Venetië is het meest gekende document over de visie op omgaan met historische monumenten. 
- het garandeert internationale samenwerking bij de heropbouw en modernisatie van historische centra (vb Dresden en Le Havre)
- de formulering van de algemene principes over conservatie trachten een onafhankelijkheid na te streven (los van de museumwereld), aanvaard door ICOMOS
- het is gebaseerd op de concepten van Cesare Brandi en heeft bijgevolg een duidelijke Italiaanse visie op conservatie.

## Bron
- ICOMOS